# Боброво (Вармінсько-Мазурське воєводство)
Боброво (пол. Bobrowo) — село в Польщі, у гміні Барцяни Кентшинського повіту Вармінсько-Мазурського воєводства.
Населення — 116 осіб (2011).
У 1975-1998 роках село належало до Ольштинського воєводства.

## Демографія
Демографічна структура станом на 31 березня 2011 року:
|          | Загалом | Допрацездатний вік | Працездатний вік | Постпрацездатний вік |
| -------- | ------- | ------------------ | ---------------- | -------------------- |
| Чоловіки | 59      | 10                 | 41               | 8                    |
| Жінки    | 57      | 8                  | 36               | 13                   |
| Разом    | 116     | 18                 | 77               | 21                   |